# 厄青根
厄青根是德国莱茵兰-普法尔茨州的一个市镇。总面积5.98平方公里，总人口1330人，其中男性669人，女性661人（2011年12月31日），人口密度222人/平方公里。